# ダレン・ジェームズ
ダレン・ジェームズ（Darren James、1964年2月25日 - ）はアメリカ合衆国・ミシガン州・デトロイト出身の黒人ポルノ男優。彼は2004年にHIV陽性反応が検出されたため、ロサンゼルスを拠点とするアメリカポルノ業界は一時停止し、パニックに陥った。日本の黒人物アダルトビデオにも出演したことがある。
HIVウィルスへの感染発覚後、自殺を図り回復後はAIMHC（Adult Industry Medical Health Care）財団を訴えるなどとしている。現在はポルノ男優を引退し警備員の仕事に就いている。

## 出演作品
- ジャパニーズ熟女 〜日米乱交流〜